# 曹海波
曹海波（1915年—2009年7月12日），男，河北肥乡人，中华人民共和国政治人物。

## 生平
1933年加入中国共产党。1949年以后任中南局交通部党委书记、武汉水运工程学院院长兼书记。1961年任中国科学技术大学第一副校长，1962年在中央党校研究班进修。文革时期遭迫害。1979年平反后任北京政法学院院长兼书记。1982年到1986年任中国法学会副会长。1986年以后任中国法学会顾问和全国人大内务司法委员会顾问。